# Anechura
Genre
Synonymes
- Achenura (misspelling)[2]
- Odontopsalis Burr, 1904[2]

Anechura est un genre de dermaptères de la famille des Forficulidae.

## Liste des espèces
Selon  Species File (5 octobre 2019) :
- Anechura bipunctata (Fabricius, 1781)
- Anechura crinitata (Shiraki, 1905)
- Anechura filchneri (Burr, 1908)
- Anechura forficuliformis Semenov Tian-Shansky & Bey-Bienko, 1935
- Anechura globalis Steinmann, 1990
- Anechura harmandi (Burr, 1904)
- Anechura japonica (de Bormans, 1880)
- Anechura lewisi (Burr, 1904)
- Anechura lucifer Steinmann, 1985
- Anechura nayyari Kapoor, 1966
- Anechura nigrescens Shiraki, 1936
- Anechura potanini Bey-Bienko, 1934
- Anechura primaria Bey-Bienko, 1959
- Anechura quelparta Okamoto, 1924
- Anechura rubicapitis Liu, 1946
- Anechura senator Steinmann, 1990
- Anechura svenhedini Bey-Bienko, 1933
- Anechura torquata Burr, 1905
- Anechura zubovskii Semenov, 1901